# Doida Demais
Doida Demais é um filme brasileiro de 1989, do gênero drama, dirigido por Sérgio Rezende com roteiro de Jorge Duran.

## Sinopse
No Rio de Janeiro, a bela falsificadora de quadros Letícia e seu amante Noé, enganam um poderoso colecionador com alguns quadros falsos. Quando o esquema fraudulento está exposto, ela escapa com um novo amante, Gabriel, o piloto de um avião de aluguel em que ela viajava. Eles fogem para o estado da Bahia, enquanto são perseguidos por seu ex-amante.

## Elenco
- Vera Fischer .... Letícia
- Paulo Betti .... Gabriel
- José Wilker .... Noé
- Manfredo Bahia
- Luca de Castro
- Chico Expedito
- Alvaro Freire
- Carlos Gregório
- Gílson Moura
- Ítalo Rossi

## Principais prêmios e indicações
Festival de Gramado
- Ganhou quatro Kikitos, nas categorias de melhor ator coadjuvante (Ítalo Rossi), melhor trilha sonora, melhor direção de arte e melhor som.